# Аванс
Аванс (от френски: avance) или още предплата е предварително плащане, като част от договорено трудово възнаграждение (заплата) или друг вид договореност за дейност, стока, услуга. Авансово плащане може да се отнася и за плащания по фактура като вид предварително плащане преди посочена дата или преди уговорения срок. Може да се отнася и до плащане преди получаването на тази стока или услуга особено в областта на международната търговия .